# Estação Intendente
Intendente é uma estação do Metropolitano de Lisboa. Situa-se no concelho de Lisboa, em Portugal, entre as estações Anjos e Martim Moniz da Linha Verde. Foi inaugurada a 28 de setembro de 1966 em conjunto justamente com as estações Anjos e Socorro (nome original), no âmbito da expansão desta linha à zona dos Anjos.

## Descrição
Esta estação está localizada na Av. Almirante Reis, junto ao entroncamento com a Rua Andrade. O projeto arquitetónico original (1966) é da autoria do arquiteto Dinis Gomes e as intervenções plásticas da pintora Maria Keil.

## Intervenções

### Ampliação
A 7 de março de 1977 foi concluída a ampliação da estação, mais uma vez com base num projeto arquitetónico da autoria do arquiteto Dinis Gomes e as intervenções plásticas da pintora Maria Keil. A ampliação da estação implicou o prolongamento das plataformas e a construção do átrio norte.

### Beneficiação
A 6 de maio de 2019, o Metropolitano de Lisboa iniciou um conjunto de intervenções de beneficiação da estação, na qual se incluía a limpeza de pavimentos, paredes, tetos e equipamentos, a pintura de paredes, pilares e tetos, a reparação e tratamento de madeiras, a colocação de faixa antiderrapante nos degraus das escadas, a melhoria do mobiliário urbano, painéis de informação e sinalética, a melhoria das instalações, equipamentos e mobiliário do pessoal, a melhoria da iluminação e a reparação localizada do pavimento. Os trabalhos ficaram concluídos no dia 12 de setembro de 2019 com a reabertura do átrio norte da estação.

## Acessos

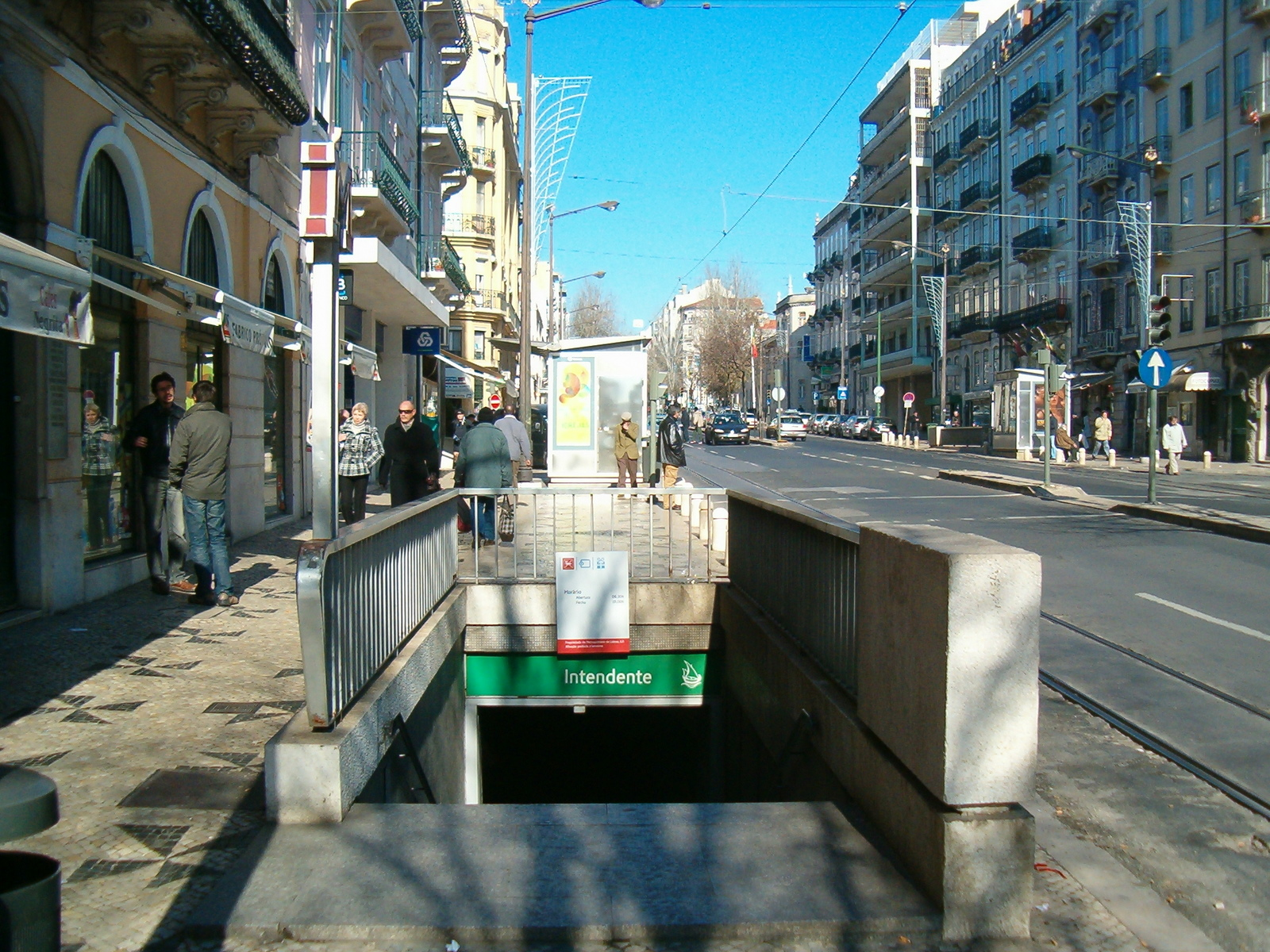
Um dos acessos da estação na Av. Almirante Reis (Acesso 6)

Esta estação conta com seis acessos pedonais:
- Acesso 1 - está localizado no passeio nascente da Av. Almirante Reis, no quarteirão entre o entroncamento com a Rua Luís Pinto Moitinho e a Rua Maria Andrade. Está direcionado para norte e conta com escadas pedonais.
- Acesso 2 - está localizado no passeio poente da Av. Almirante Reis, no quarteirão entre o entroncamento com a Rua Luís Pinto Moitinho e a Rua Maria Andrade. Está direcionado para norte e conta com escadas pedonais.
- Acesso 3 - está localizado no passeio nascente da Av. Almirante Reis, próximo do cruzamento com a Rua dos Anjos. Está direcionado para norte e conta com escadas pedonais.
- Acesso 4 - está localizado no passeio poente da Av. Almirante Reis, próximo do cruzamento com a Rua dos Anjos. Está direcionado para norte e conta com escadas pedonais.
- Acesso 5 - está localizado no passeio nascente da Av. Almirante Reis, próximo do cruzamento com a Rua dos Anjos. Está direcionado para sul e conta com escadas pedonais.
- Acesso 6 - está localizado no passeio poente da Av. Almirante Reis, próximo do cruzamento com a Rua dos Anjos. Está direcionado para sul e conta com escadas pedonais.